# Сейлъм
Вижте пояснителната страница за други значения на Сейлъм.
Сѐйлъм (на английски: Salem) е град и столица на щата Орегон, САЩ.
Сейлъм е с население от 164 549 души (оценка, 2015). Сейлъм е с обща площ от 120,10 km².
Името на града идва от семитските думи за „мир“ – Селам (на арабски) и Шалом (на иврит).

## История
Според последните археологически разкопки, районът на Сейлъм е населен от повече от 10 000 години. Индианците от племето калапуя са последните местни обитатели преди идването на белите. Занимавали са се предимно с риболов и земеделие – отглеждане на камасия (на латински: Camassia), чийто луковици са особено хранителни.
Първите европейци се появяват в околността през 1812 г. и са трапери, а през 1842 г. методисти основават тук мисия, която по-късно се превръща в град. През 1851 г. градът става териториална столица, а след признаването на Орегон за щат през 1859 г. вече е щатска такава.

## Икономика
Като щатска столица, по-голямата част на трудоспособното население е заето в щатската администрация. Градът е разположен а селскостопански район и служи и като преработвателен център и пазар за продукцията на местните ферми.
Най-големият частен работодател е болницата Сейлъм Хоспитъл с 2700 работни места.